# Sundamys
A Sundamys az emlősök (Mammalia) osztályának a rágcsálók (Rodentia) rendjébe, ezen belül az egérfélék (Muridae) családjába tartozó nem.

## Rendszerezés
A nembe az alábbi 3 faj tartozik:
- Sundamys infraluteus Thomas, 1888
- Sundamys maxi Sody, 1932
- Müller-patkány (Sundamys muelleri) Jentink, 1879 - típusfaj